# William Fisher (boxe anglaise)
Pour les articles homonymes, voir William Fisher.
William Fisher est un boxeur britannique né le 14 mars 1940 à Craigneuk en Écosse et mort le 6 octobre 2018.

## Carrière
Il participe aux Jeux olympiques d'été de 1960 en combattant dans la catégorie des poids super-welters et remporte la médaille de bronze.

### Parcours auxJeux olympiques
Jeux olympiques d'été de 1960 à Rome (poids super-welters) :
- Bat Roy Askevold (Norvège) 5-0
- Bat Bas van Duivenbode (Pays-Bas) par KO au 2e round
- Bat Henryk Dampc (Pologne) 4-1
- Perd contre Carmelo Bossi (Italie) 1-3-1